# Unplugged (에릭 클랩튼의 음반)
| 전문가 평가                           | 전문가 평가 |
| 평가 점수                             | 평가 점수   |
| 출처                                  | 점수        |
| ------------------------------------- | ----------- |
| AllMusic                              | [ 1 ]       |
| The Penguin Guide to Blues Recordings | [ 2 ]       |

《Unplugged》는 1992년 8월 25일, 에릭 클랩튼의 라이브 음반으로, 영국 브레이 스튜디오에서 MTV 언플러그드의 관객들 앞에서 녹음했다. 1991년 싱글 〈Tears in Heaven〉과 어쿠스틱 버전인 〈Layla〉를 포함한다. 1993년 제35회 그래미 어워드에서 두 개의 그래미 어워드를 수상했으며, 전 세계에서 2천6백만 장의 라이브 음반을 판매하며 클랩튼의 베스트셀러가 되었다.

## 녹음
클랩튼은 1992년 1월 16일, 영국 윈저의 브레이 필름 스튜디오에서 작은 청중 앞에서 공연을 했다. 이번 공연에는 마지막 음반 수록곡 외에도 〈My Father's Eyes〉과 〈Circus Left Town〉의 초기 버전과 함께 〈Worried Life Blues〉, 〈Rollin' and Tumblin'〉의 버전도 함께 수록됐다.
클랩튼은 공연의 상당 부분을 마틴 000-42 어쿠스틱 기타로 연주했고, 2004년에는 기타 중 하나가 경매에서 79만1500달러(434,400파운드)에 낙찰됐다.

## 상업적 성과
독일에서 이 음반은 독일 음반 차트에서 3위로 정점을 찍었고 총 125만 장이 팔리면서 독일에서 가장 많이 팔린 음반 중 하나가 되었다. 오스트리아에서는 《Unpluged》가 오스트리아 음반 차트에서 46주 동안 자체적으로 보유했으며, 총 10만 장 이상이 팔렸다. 스위스에서도 이 음반은 그 나라의 차트에서 3위에 올랐다. 첫 2주 동안 6만장이 팔린 이 라이브 음반은 영국 축음기 협회에 의해 실버로 인증되었다. 미국에서 그 음반은 1위로 정점을 찍었다.

## 재발매
2013년 10월 15일 음반과 콘서트 DVD가 《Unplugged: Expanded & Remastered》라는 제목으로 재발매되었다. 이 음반에는 리메이크된 14개의 곡뿐만 아니라 〈My Father's Eyes〉의 두 가지 버전을 포함한 6개의 추가 곡이 수록된 보너스 디스크가 포함되어 있다. 이 DVD에는 리허설에서 60분 이상의 보이지 않는 장면뿐만 아니라 콘서트의 복원된 버전도 포함되어 있다.

## 곡 목록
| #   | 제목                                          | 작사·작곡                  | 재생 시간 |
| --- | --------------------------------------------- | -------------------------- | --------- |
| 1.  | 〈Signe〉                                     | 에릭 클랩튼                | 3:13      |
| 2.  | 〈Before You Accuse Me〉                      | 보 디들리                  | 3:44      |
| 3.  | 〈Hey Hey〉                                   | 빅 빌 브룬지               | 3:16      |
| 4.  | 〈Tears in Heaven〉                           | 클랩튼, 윌 제닝스          | 4:36      |
| 5.  | 〈Lonely Stranger〉                           | 클랩튼                     | 5:27      |
| 6.  | 〈Nobody Knows You When You're Down and Out〉 | 지미 콕스                  | 3:49      |
| 7.  | 〈Layla〉                                     | 클랩튼, 짐 고든            | 4:46      |
| 8.  | 〈Running on Faith〉                          | 제리 린 윌리엄스           | 6:30      |
| 9.  | 〈Walkin' Blues〉                             | 손 하우스                  | 3:37      |
| 10. | 〈Alberta〉                                   | 민요, 허디 윌리엄 레드베터 | 3:42      |
| 11. | 〈San Francisco Bay Blues〉                   | 제시 풀러                  | 3:24      |
| 12. | 〈Malted Milk〉                               | 로버트 존슨                | 3:36      |
| 13. | 〈Old Love〉                                  | 클랩튼, 로버트 크레이      | 7:54      |
| 14. | 〈Rollin' and Tumblin'〉                      | 머디 워터스                | 4:11      |

## 인증
| 국가                                                  | 인증         | 판매량/출하량 |
| ----------------------------------------------------- | ------------ | ------------- |
| 아르헨티나 (CAPIF)                                    | 4× 플래티넘  | 240,000^      |
| 오스트레일리아 (ARIA)                                 | 8× 플래티넘  | 560,000^      |
| 오스트리아 (IFPI 오스트리아)                          | 2× 플래티넘  | 100,000*      |
| 벨기에 (BEA)                                          | 2× 플래티넘  | 0*            |
| 브라질 (Pro-Música Brasil)                            | 플래티넘     | 700,000       |
| 캐나다 (뮤직 캐나다)                                  | 다이아몬드   | 1,000,000^    |
| 칠레 (IFPI 칠레)                                      | 골드         | 10,000*       |
| 덴마크 (IFPI Danmark)                                 | 플래티넘     | 80,000^       |
| 핀란드 (Musiikkituottajat)                            | 골드         | 45,034        |
| 프랑스 (SNEP)                                         | 2× 플래티넘  | 683,700       |
| 독일 (BVMI)                                           | 5× 골드      | 1,250,000^    |
| 이탈리아                                              | —            | 150,000       |
| 일본 (RIAJ)                                           | 밀리언       | 1,000,000^    |
| 네덜란드 (NVPI)                                       | 4× 플래티넘  | 400,000^      |
| 뉴질랜드 (RMNZ)                                       | 12× 플래티넘 | 180,000^      |
| 폴란드 (ZPAV)                                         | 골드         | 50,000*       |
| 대한민국                                              | —            | 200,000       |
| 스페인 (PROMUSICAE)                                   | 3× 플래티넘  | 400,000       |
| 스웨덴 (GLF)                                          | 플래티넘     | 100,000^      |
| 스위스 (IFPI 스위스)                                  | 2× 플래티넘  | 100,000^      |
| 영국 (BPI)                                            | 4× 플래티넘  | 1,200,000^    |
| 미국 (RIAA)                                           | 다이아몬드   | 10,000,000^   |
| 요약                                                  |              |               |
| 유럽 (IFPI)                                           | 3× 플래티넘  | 3,000,000*    |
| 전 세계                                               | —            | 26,000,000    |
| *판매량을 기반으로 한 인증 ^출하량을 기반으로 한 인증 |              |               |

| 국가                                                  | 인증        | 판매량/출하량 |
| ----------------------------------------------------- | ----------- | ------------- |
| 브라질 (Pro-Música Brasil)                            | 골드        | 25,000*       |
| 덴마크 (IFPI Danmark)                                 | 플래티넘    | 50,000^       |
| 프랑스 (SNEP)                                         | 플래티넘    | 20,000*       |
| 뉴질랜드 (RMNZ)                                       | 2× 플래티넘 | 10,000^       |
| 영국 (BPI)                                            | 골드        | 25,000^       |
| 미국 (RIAA)                                           | 플래티넘    | 100,000^      |
| *판매량을 기반으로 한 인증 ^출하량을 기반으로 한 인증 |             |               |

## 같이 보기
- 가장 많이 팔린 음반 목록
- 독일에서 가장 많이 팔린 음반 목록
- 미국에서 가장 많이 팔린 음반 목록